# Shin Koyamada

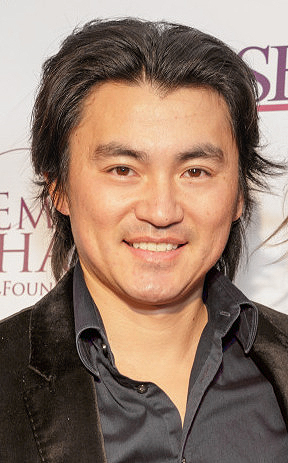
Shin Koyamada (2015)

Shin Koyamada (jap. 小山田 真, Koyamada Shin; * 10. März 1982 in Okayama) ist ein japanischer Schauspieler und Filmproduzent.

## Filmografie (Auswahl)
- 2001: Power Rangers (Fernsehserie, eine Folge)
- 2003: A Ninja Pays Half My Rent (Kurzfilm)
- 2003: Last Samurai (The Last Samurai)
- 2004: Jake 2.0 (Fernsehserie, eine Folge)
- 2005: Constellation
- 2005: Wine Road of the Samurai (Wain ôkoku o yumemita otokotachi, Fernsehfilm)
- 2006: Wendy Wu – Die Highschool-Kriegerin (Wendy Wu: Homecoming Warrior, Fernsehfilm)